# Cornelis
Cornelis ist als eine niederländische Form von Cornelius ein niederländischer männlicher Vorname. Selbstständige Kurzformen des Namens sind u. a. Cees, Corneel und Cor.

## Namensträger Vorname
- Cornelis van der Aa (1749–1815), niederländischer Buchhändler und Schriftsteller
- Cornelis van Aerssen (1545–1627), niederländischer Politiker
- Cornelis van Aerssen (1600–1662), niederländischer Politiker
- Cornelis Pietersz. Bega (1620–1664), niederländischer Barock-Maler und Radierer
- Cornelis Christiaan Berg (1900–1990), niederländischer Philologe, Historiker und Indonesienexperte
- Cornelis Christiaan Berg (1934–2012), niederländischer Botaniker
- Cornelis Bicker (1592–1654), niederländischer Politiker und Botschafter
- Cornelis Richard Anton van Bommel (1790–1852), Bischof von Lüttich und Vorkämpfer der römisch-katholischen Reaktion in Belgien
- Cornelis Dopper (1870–1939), niederländischer Komponist und Dirigent
- Cornelis Jacobszoon Drebbel (1572–1633), Erfinder, Physiker und Mechaniker
- Cornelis Engelbrechtsen (1468–1533; auch Engelbrechtszoon), niederländischer Maler
- Cornelis Floris II. de Vriendt (1514–1575), flämischer Bildhauer und Architekt
- Cornelis Geelvinck (1621–1689), niederländischer Politiker
- Cornelis de Graeff (1599–1664), Regent und Bürgermeister von Amsterdam
- Cornelis van Haarlem (Cornelis Corneliszoon van Haarlem; 1562–1638), niederländischer Maler und Zeichner
- Cornelis van der Hoeven (1792–1871), niederländischer Mediziner und Hochschullehrer
- Cornelis Hooft (1547–1627), Amsterdamer Stadtregent
- Cornelis Pijnacker Hordijk (1847–1908), niederländischer Historiker und Staatsmann
- Cornelis Johannes van Houten (1920–2002), niederländischer Astronom
- Cornelis de Jager (1921–2021), niederländischer Astronom
- Cornelis Ketel (1548–1616), holländischer Portrait-, Allegorien- und Historienmaler, Architekt, Bildhauer und Autor
- Cornelis Kick (≈1631–1681), holländischer Stilllebenmaler
- Cornelis van der Klugt (1925–2012), niederländischer Manager
- Barend Cornelis Koekkoek (1803–1862), niederländischer Historien- und Porträtmaler
- Cornelis Lely (1854–1929), niederländischer Wasserbauingenieur und Gouverneur von Suriname (1902–1905)
- Cornelis Jacobszoon May (≈1580–nach 1625), niederländischer Entdecker, Kapitän und Pelzhändler
- Cornelis Ryckwaert († 1693), niederländischer Baumeister und Ingenieur
- Cornelis Saftleven (≈1607–1681), niederländischer Maler und Radierer
- Cornelis Schuuring (* 1942), niederländischer Radrennfahrer
- Cornelis Smet (nachgewiesen ab 1574; † 1591), südniederländischer Maler in Neapel und Süditalien
- Cornelis Cornelissen van den Steen (1567–1637), Jesuit und Professor für Exegese
- Cornelis Anthonius Steger (1827–1904), niederländischer Erfinder eines Stenografie-Systems
- Cornelis Tromp (1629–1691), niederländischer Marineoffizier
- Cornelis Verkerk (* 1942), niederländischer Eisschnellläufer
- Cornelis Vreeswijk (1937–1987), holländisch-schwedischer Troubadour, Komponist und Dichter
- Cornelis Vroom (≈1591/92–1661), niederländischer Maler und Zeichner
- Cornelis de Witt (1623–1672), niederländischer Politiker

## Namensträger Familienname
- Guy R. Cornelis (* 1946), belgischer Mikrobiologe
- Herman Cornelis (1938–2012), belgischer Radrennfahrer
- Jean Cornelis (1941–2016), belgischer Fußballspieler
- Jozef Floribert Cornelis (1910–2001), belgischer katholischer Bischof